# Hans Vogel
Hans Vogel (nacido el 16 de febrero de 1881 en Vorra, Franconia Media - † 6 de octubre de 1945 en Londres, Inglaterra) fue un político alemán. Fue líder del SPD hasta que la NSDAP llegara al poder en 1933, después de ahí, fue uno de los líderes hasta la fecha de su muerte en 1945 de la organización alemana socialdemócrata en el exilio, llamada Sopade. Sucedió en el cargo en el SPD a Arthur Crispien y fue sucedido por Kurt Schumacher.

## Biografía[1]
Después de asistir a la Universidad Popular en Fürth. Hijo de un comerciante y zapatero completó su aprendizaje como ayudante de escultor de madera en 1897. Formó parte de la Organización Sindical de Escultores de Madera de 1897 llegando a trabajar en varias partes de Alemania. También fue miembro de la Junta de una Asociación Electoral Socialdemócrata en Fürth entre 1907 y 1911. A partir de 1908, Vogel trabajó como secretario del partido en la región de Franconia. Desde 1912 hasta 1918 fue miembro de la cámara de diputados Sala Segunda del Parlamento Regional Bávaro, apoyó las Burgfrieden de su partido político significando que apoyó el esfuerzo de guerra alemán y renunciando a la postura antimilitarista al comienzo de la Primera Guerra Mundial, se lo tomó como un deber patriótico (política de tregua). Participó en la Primera Guerra Mundial como operador de radio de la 105.ª División.
Después de la guerra y de la Revolución Alemana de 1918 a 1919, Vogel fue miembro de la Asamblea Nacional de Weimar, la misma que escribió la Constitución de Weimar. El seguirá siendo miembro del Reichstag hasta julio de 1933. Después de convertirse en un miembro de la bancada del SPD en 1920, fue elegido secretario del partido en 1927. En 1931, se convirtió en presidente, junto con Arthur Crispien y Otto Wels.
Después de la Machtergreifung en enero de 1933, Vogel primero fue a Saarbrücken, ya que fue reclutado por la Sociedad de Naciones en ese tiempo y luego el 2 de junio, se trasladó a Praga. En 1938 se trasladó a París y allí ayudó a construir la SOPADE, de la que fue el único presidente tras la muerte de Wels en 1939.
Su muerte en octubre de 1945 significaba que no era capaz de ayudar con volver a construir la SPD. Hans-Vogel-Strasse, una calle en Fürth, lleva su nombre.

## Literatura
- Stefan Appelius: contra la corriente. Hans Vogel (1881-1945). En: visiones y perspectivas. Revista de Baviera para la política y la historia. 1/2009
- Reiner Möckelmann: Sala de espera Ankara Ernst Reuter - exilio y regreso a Berlín., BWV, Berlín, 2013, ISBN 978-3-8305-3143-2, S.216ff.